# Диес, Карлос
Карлос Диес (исп. Carlos Diehz; род. 1971) — мексиканский актёр, наиболее известный по роли кардинала Винсента Бенитеса в фильме «Конклав» (2024).

## Биография
Родился в 1971 году в Мехико. С ранних лет будущий актёр интересовался искусством и занимался рисованием и пением.
После окончания учёбы Диес более 30 лет проработал архитектором, а в 2009 году переехал в Ванкувер, Канада. В начале 2020-х годов он стал на любительском уровне заниматься актёрским мастерством, рассматривая его как хобби, но позже решил всерьёз заняться своей карьерой актёра.

## Карьера
В ранние годы своей актёрской карьеры Диес снялся в короткометражных фильмах «Вампир-веган» и «Стемнело слишком рано».
Основной ролью в карьере Диеса стала роль мексиканского кардинала Винсента Бенитеса в триллере Эдварда Бергера «Конклав». В 2022 году он был утверждён на эту роль по результатам глобального кастинга, которым руководила Нина Голд. Во время съёмок актёры Рэйф Файнс и Джон Литгоу выступали в роли наставников Диеса, помогая артисту советами по актёрским приёмам и борьбе с волнением.

## Личная жизнь
Диес женат и в настоящее время проживает в Ванкувере. В свободное время он продолжает работать над своими архитектурными проектами, а также увлекается пением.